# 마드리드 회담
1991년 마드리드 회담(Madrid Conference of 1991)은 1991년 10월 30일부터 11월 1일 마드리드에서 열린, 스페인, 미국, 소련이 주최한 평화 회담으로, 이스라엘과 팔레스타인 사이의 평화를 주선하기 위한 국제 사회의 노력의 일환이었다. 두 당사국에 더해, 아랍 국가인 요르단, 레바논, 시리아가 참석하였다.
11월 3일, 이스라엘과 요르단-팔레스타인 합동 외교단, 레바논, 시리아 간의 협상이 이루어졌으며, 12월 9일에는 워싱턴 D.C.에서 후속 협상이 진행되었다. 1992년 1월 28일에는 모스크바에서 지역 협력에 관한 이스라엘과 요르단-팔레스타인 합동 외교단 간 협상이 진행되었다.

## 배경
1989년 5월 22일부터 미국의 국무장관 제임스 베이커는 미국 이스라엘 공공문제위원회에서 이스라엘이 확장 정책을 버려야 한다고 발언하였으며, 대부분 이를 로널드 레이건 정부 당시의 친이스라엘 정책이 끝났다는 것을 상징한다고 받아들였다. 1991년 3월 6일 걸프 전쟁 당시 쿠웨이트에서 이라크군이 철수한 이후 조지 H. W. 부시는 의회에서 중동에서의 신질서에 대한 연설을 하였다. 페르시아만에 미국 해군을 항시 유지하고, 중동 개발을 위한 자금을 지원하고, 대량살상무기 보급을 막기 위한 안전 조치를 적용하는 데 더해, 마이클 오렌은 이 프로그램의 요점은 팔레스타인의 권리가 보장된 아랍-이스라엘 조약을 채결하였다는 것에 있다고 말했다.

## 준비
부시는 첫 단계로서 마드리드에서 국제 평화 회담을 재개최할 의향을 발표했다. 부시 행정부는 걸프 전쟁에서 승리함으로서 얻은 정치적 영향력을 아랍-이스라엘 평화 협상 과정 재활성화에 사용할 기회가 있다고 여겼으며, 평화 회담 자체는 여러 국가가 참석한 국제 회담을 개체하여 각 국가간 개별적인 협상이 이루어지게끔 유도하는 방향으로 계획되었다. 국무장관 제임스 베이커는 회담의 지지를 얻기 위해 중동을 8번 방문하였다. 회담의 목표는 미국과 소련의 주도로 작성되었으며, 이스라엘, 시리아, 레바논, 요르단, 팔레스타인에 초대장이 전달되었다.

### 대출 담보 및 정착촌 문제
캠프데이비드 협정에서처럼, 평화 협상을 진전시키기 위해 '수표 외교'는 자주 사용되었지만, 부시 대통령과 베이커 국무장관은 전쟁에서의 승리를 통한 미국의 지위 향상 자체만으로도 새로운 아랍-이스라엘 간 대화를 이끌어낼 수 있고, 또 이번 외교의 목표는 구체적인 협상보다는 전체적인 과정에 집중했기 때문에, 경제적인 수단을 통한 유도는 필요하지 않을 것으로 예상하였으나, 5월 이스라엘 총리 이츠하크 샤미르가 난민에게 인도적인 지원을 하기 위한 110억 달러의 대출 담보를 요청함으로서 협상의 일부로 자리잡게 되었다. 이 요청으로 인해 미국과 이스라엘 사이 대립이 발생하였다.
베이커 국무장관은 양 측이 모두 허용할 수 있는 절차적 공식을 찾기 위해 1991년 3월부터 10월까지 중동에서 셔틀 외교를 행하였다. 회담에서 팔레스타인의 참석과 관련된 문제로 인해, 합의된 절차를 찾는 것은 상당히 어려웠다. 팔레스타인과 아랍 국가들은 이스라엘의 대출 담보 요청을 샤미르의 정착촌 정책과 관련지으며, 중재자로서의 미국의 신뢰도를 시험하는 것이라고 보았다. 부시 정부는 아랍의 반대에 더해, 1990년 10월 이스라엘에 제공한 4억 달러가 정착촌 확대에 사용되었는지 확인하겠다는 요구를 이스라엘이 거절하고 있다는 문제도 있었다.
마드리드 회담의 준비 기간 내내 이스라엘의 대출 담보 요청은 민감한 논점으로 남아있었다. 1991년 9월 초 부시 행정부는 의회에 대출 담보를 120일 지연할 것을 요청하였는데, 이는 마드리드 회담을 위해 시간을 벌고 국내 논란을 잠재우려는 의도로 받아들여졌다. 부시 대통령은 의회에서 지연을 요청하며 "(미국은) 평화를 이루기 위한 기회를 만들기 위해 어떤 것이든 해야 한다"고 발언하였다. 이스라엘 지도부는 대출 담보 요청을 정치적 협상과 연관짓는 것에 반대하였으며, 샤미르는 부시의 반대를 무릅쓰고 요청을 밀고 나가기로 하였지만, 부시 또한 물러서지 않았다. 9월 중순 미국과 이스라엘 사이 관계는 첨예한 대립을 이루었으며, 여론을 이스라엘에 유리하게 조성하려는 샤미르의 계획은 미국의 유대인 공동체가 단합되지 않아 결국 직접 맞서기를 포기했다. 부시는 높은 지지율을 바탕으로 의회에서 대출 담보 지원을 얻어냈으며, 결국 10월 말 마드리드에서 회담이 개최되게 하였다.

## 회담

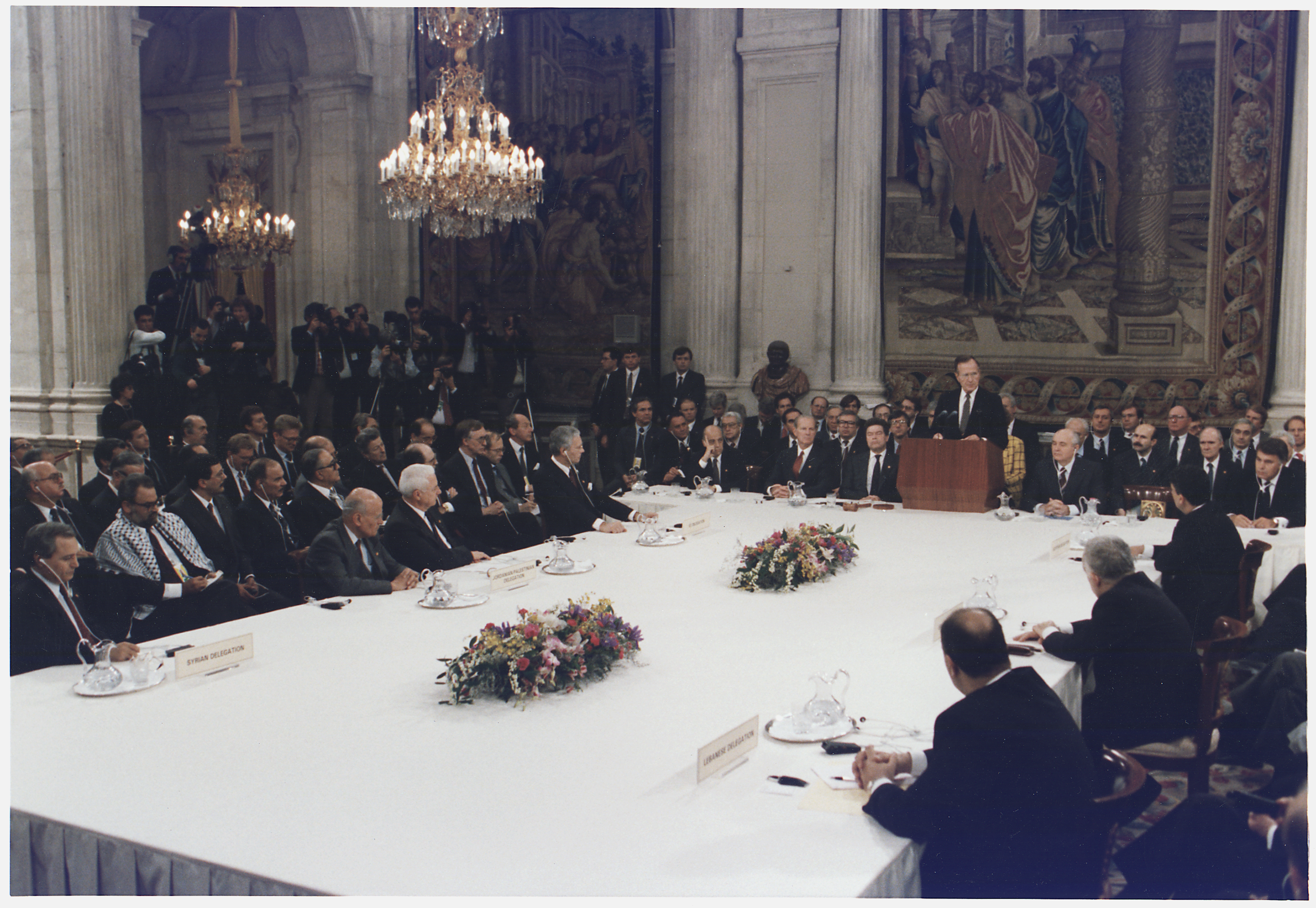
스페인 마드리드 왕궁에서 조지 H. W. 부시가 중동 평화 회담를 주관하는 모습.

팔레스타인은 요르단-팔레스타인 합동 외교단의 일부로서 참석하였으며, 서안 지구와 가자 지구에서 온 팔레스타인인으로 구성되었다. 또한, 이스라엘의 반대로 인해, 사에브 에레카트 등 팔레스타인 해방기구의 관련자는 공식적으로 배제되었다. 회담 전 이스라엘은 팔레스타인 해방기구 관련자, 서안 지구나 가자 지구 바깥의 인물, 동예루살렘 거주자가 올 경우 회담에 참석하지 않겠다고 경고했다. 하지만 외교단은 튀니지에 있는 해방기구 지도부와 지속적으로 연락하였다. 이스라엘의 반대를 무릅쓰고 해방기구는 연락을 위한 비공식적 "자문 외교단"을 파견했다. 회담 기간 동안 팔레스타인 해방기구는 팔레스타인 외교단을 지휘하기 위해 은밀히 회담장에 있었다.
회담의 목적은 참가국 간 대화의 장을 마련하는 것으로, 해결책을 강제하거나 거부권을 행사할 수 없었다. 국제 사회를 끼고, 쌍방이나 다방의 회의가 이루어졌다.
마드리드 회담은 1991년 12월 소련의 붕괴 이전 미국과 소련이 공동으로 참석한 마지막 회담이기도 했다.

## 양자 및 다자 협상
마드리드 회담은 크게 두 협상이 동시에 진행되는 형식을 띄었다. 양자 협상은 이스라엘과 주변국인 시리아, 레바논, 요르단, 팔레스타인 간의 평화를 이루는 게 목적이었으며, 다자 협상은 물, 환경, 무장, 난민, 경제 발전 등 지역 문제를 논의하였다.

### 양자 협상
공식 회담이 끝난 11월 3일부터 여러 양자 협상이 진행되었으며, 1991년 12월 9일부터 오슬로 협정 체결 4개월 후인 1994년 1월 24일까지 워싱턴 D.C.에서 회담이 총 12번 개최되었다. 이스라엘과 팔레스타인 간의 협상은 이츠하크 샤미르의 집권기에는 제대로 진행되지 않았으며, 1992년 선거 후 이츠하크 라빈의 집권기에 샤미르의 정착촌 정책을 폐지하기로 하며, 마드리드 회담을 대체하는 비밀 회담을 진행하였다.

### 다자 협상
원래 다자 협상은 회담 개시 2주 후부터 진행되기로 계획되어 있었지만, 첫 모임 자체는 1992년 1월 28일에 모스크바에서 간신히 열렸다. 모임은 물, 환경, 무장, 난민, 경제 발전이라는 주제를 각각 다루는 다섯 번의 토론회로 분리되었다. 이 모임에는 유럽 연합도 참가하였다.
1992년 9월과 1993년 11월에도 회담이 열렸다. 이스라엘은 난민과 경제 발전 토론회에는 서안 지구와 가자 지구 바깥의 팔레스타인이 참가하였다는 이유로 참석하지 않았다. 시리아와 레바논은 양자 협상에서 명백한 진전이 없으면 다자 협상에 참가하지 않겠다고 밝혔다.
이후 다자 협상은 몇 년 동안 중단되었다가 2000년 1월 31일 모스크바에서 재개되었으나, 이후 공식적 대화는 멈추었다.

## 마드리드 회담의 영향
마드리드 회담의 결성 과정에서 이스라엘은 유엔 총회 결의안 제3379호의 철회를 회담 참가의 조건으로 내새웠으며, 1991년 12월 16일 유엔 총회 결의안 제46/86호를 통해 상대적으로 빠르게 철회되었다. 이스라엘은 회담을 통해 중국과 인도 등 강대국뿐만 아니라, 모로코, 모리타니아, 오만, 튀니지, 카타르 등 아랍 국가 일부의 인정을 받고 외교 관계를 설립하였으며, 아랍 국가의 보이콧 감소와 경제 관계 개선이 되었다는 점을 긍정적으로 평가하였다.
그레고리 함스와 토드 페리는 마드리드 회담은 실제로 이뤄낸 성과보다 상징성이 훨씬 강했다고 평가하였다. 마드리드 회담은 모든 참가국이 직접 대면한다는, 미래 회담의 모형을 제시하게 되었다.
이스라엘과 팔레스타인 간 이루어졌던 협상은 최종적으로 1993년 9월 13일 오슬로 협정의 체결까지 이어졌다. 이스라엘과 요르단 간의 회담은 1994년 평화 조약 체결까지 이어졌다. 이스라엘과 시리아 간의 협상은 합의에 상당히 근접했지만 조약 체결에는 실패하였다.

## 같이 보기
- 제1차 인티파다
- 오슬로 협정

## 참고 자료
- Eisenberg, Laura Zittrain; Caplan, Neil (1998). 《Negotiating Arab-Israeli Peace: Patterns, Problems,Possibilities》. Indiana University Press. ISBN 0-253-21159-X.
- Shlaim, Avi (2001). 《The Iron Wall: Israel and the Arab World》. W. W. Norton & Company. ISBN 0-393-32112-6.